# Hartwig Donner
Hartwig Donner (* 13. Januar 1941 in Wien) ist ein deutscher Rechtswissenschaftler. Er war Rektor und Präsident der Universität Lüneburg.

## Leben
Hartwig Donner bestand sein Abitur 1962 an der Leibnizschule Hannover und studierte anschließend Rechtswissenschaften an der Universität Hamburg und an der Philipps-Universität Marburg. 1962 Hamburg wurde er im Corps Franconia Hamburg recipiert. Er absolvierte beide Staatsexamen (1967, 1971) und seine Promotion in Marburg. Anschließend war er wissenschaftlicher Assistent an der Universität Hannover und ab 1974 Lehrer am Oberstufenkolleg der Universität Bielefeld. 1985 habilitierte er sich in Hannover. Nach einer Vertretung seit 1985 wurde er 1988 Professor an der Leuphana Universität Lüneburg. 1989 wurde er dort zum Rektor gewählt. Von 1993 bis 2006 war er Präsident der Universität Lüneburg. Schwerpunkte seiner Arbeit waren Öffentliches Recht und Wirtschaftsrecht.